# Achaea occidens
Achaea occidens is een vlinder van de familie van de spinneruilen (Erebidae). De wetenschappelijke naam van deze soort is voor het eerst voorgesteld als Lagoptera occidens door George Francis Hampson in een publicatie uit 1913.
De soort komt voor in tropisch Afrika waaronder Gambia, Sierra Leone, Ivoorkust, Ghana, Gabon, Congo-Kinshasa en Ethiopië.